# Margarida Filipa du Cambout
Margarida Filipa du Cambout (1624 – 9 de dezembro de 1674) foi uma nobre francesa.

## Vida
Margarida Filipa du Cambout nasceu em 1624. Seus pais eram Carlos du Cambout, marquês de Coislin (c. 1577-1648) e Filipa de Beurges, senhora de Seury. Seu pai era o marquês de Coislin, Pontchâteau e la Roche-Bernard, governador da cidade e fortalezas de Brest e tenente-general da baixa Bretanha. Ele era da antiga nobreza da Bretanha. Sua mãe era Filipa de Beurges, senhora de Seuri e de Moguelaye. Ela era sobrinha do cardeal Richelieu.

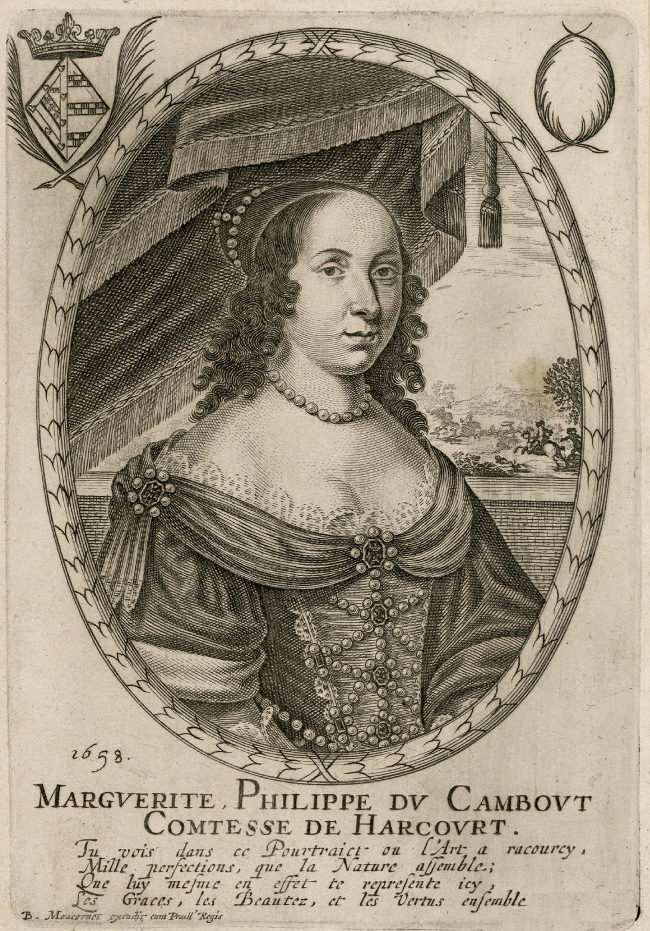
Margarida de Cambout de Coislin, condessa de Harcourt e de Armagnac

Em 1634, ela foi casada com Antoine de l'Age (1605–35), duque de Aiguilon, também chamado duque de Pui-Laurent. Em fevereiro de 1639, já viúva, casou-se com Henrique de Lorena (1601–66), conde de Harcourt, Grande Escudeiro de França. Eles tiveram seis filhos. Margarida du Cambout morreu de apoplexia em Paris, em 9 de dezembro de 1674, aos 50 anos. Ela foi enterrada na Igreja dos Capuchinhos, na Rue Saint-Honoré, Paris. Seu retrato de meio comprimento de Balthazar Moncornet (1598-1668), datado de 1658, é realizado pelo Museu Britânico. Em uma borda oval, mostra a parte superior do corpo em um vestido elaborado adornado com pérolas e jóias, com uma cena de caça ao fundo. Existem quatro linhas de verso abaixo do retrato:
|  | Você voa no mundo da arte ou de uma perfeição racial, que a natureza monta. O que há de mais importante em termos de representação, As graças, as belezas e o conjunto vertiginoso. | "Você vê neste retrato que a arte encurtou mil perfeições, que a natureza se reúne Que o mesmo realmente representa para você aqui As graças, as belezas e as virtudes juntas. |

## Descendência
Seus filhos com Henrique, conde de Harcourt, foram:
- Armanda Henriqueta de Lorena-Guise (1640-1684), abadessa de Soissons
- Luís, Conde de Armagnac (1641–1718), chamado Monsieur le Grand, Grande Escudeiro de França, Conde de Charny e Brionne
- Filipe, Cavaleiro de Lorena (1643–1702), chamado Chevalier de Lorraine e amante de Filipe, Duque de Orleães
- Afonso Luís (1644–1689), abade de Royaumont, chamado 'Chevalier d'Harcourt;
- Raimundo Berengário (1647-1686), abade de Faron de Meaux;
- Carlos, Conde de Marsan (1648–1708)